# Ben Goldacre
Ben Michael Goldacre, né en 1974, est un écrivain scientifique britannique, docteur en médecine et psychiatre. Il est l'auteur de la rubrique Bad Science (« mauvaise science ») dans le journal  The Guardian  et du livre du même nom édité par Fourth Estate en septembre 2008.
Goldacre est le fils des Australiens Michael Goldacre, professeur de santé publique à l'université d'Oxford, et de la chanteuse pop Susan Traynor, alias Noosha Fox, le neveu du journaliste scientifique Robyn Williams, et l'arrière-arrière-petit-fils de Henry Parkes.

## Carrière universitaire
Goldacre a suivi son lycée au Magdalen College School d'Oxford, puis il a étudié la médecine à la faculté de Magdalen College, département de l'université d'Oxford. Il y a obtenu un diplôme de premier cycle d'études pré-cliniques en 1995. Alors qu'il était à Oxford, il éditait un magazine étudiant, Isis. Il a été chercheur invité en neurologie cognitive à l'université de Milan, travaillant sur des scanners IRM de cerveaux pour y étudier les fonctions exécutive et langagière, avant de poursuivre ses études de médecine clinique à la  UCL Medical School. Il reçoit son diplôme de docteur de médecine en 2000. Il a également reçu un master en philosophie (financé par la British Academy) du King's College de Londres,.
Il devient membre du Royal College of Psychiatrists en décembre 2005 après la deuxième partie de son examen. En 2008, il est chercheur associé à l'institut de psychiatrie du King's College de Londres. En novembre 2009, Goldacre est psychiatre patenté et correspondant-chercheur du Guardian au Nuffield College d'Oxford.

## La chroniqueBad Science
Jusqu'à un hiatus en novembre 2011, Goldacre écrivait une rubrique hebdomadaire, Bad Science (mauvaise science), dans l'édition du dimanche du Guardian. Il en publiait une version plus complète, avec les commentaires de ses lecteurs, sur son site badscience.net. 
La chronique publiée dans The Guardian a reçu le prix « Robert P. Balles » du Committee for Skeptical Inquiry.
Consacrée à la critique de l'erreur scientifique, des paniques sanitaires, de la pseudo-science et des charlataneries, la rubrique se focalisait surtout sur des exemples issus des médias de masse, du marketing à destination des consommateurs, des problèmes avec l'industrie pharmaceutique et sa relation étroite avec les journaux médicaux, et de la médecine dite alternative en Grande-Bretagne.
Il s'est montré particulièrement critique à l'égard des affirmations du nutritionniste médiatisé Gillian McKeith, des militants anti-vaccination (spécialement les adeptes d'Andrew Wakefield, tels que  Melanie Phillips et Jeni Barnett), de la gymnastique cérébrale, des « découvertes » falsifiées de souches de staphylocoque doré résistant à la méthicilline dans des compresses d'hôpitaux en coton publiées dans des tabloïdes, des antidépresseurs de type ISRS, des biais de publication, et des fabricants de Penta Water (une eau supposément « énergisée »). En faisant des recherches sur l'appartenance de McKeith à l'association américaine des consultants en nutrition, Goldacre a acheté un « certificat de membre professionnel » au nom de son chat, Henrietta, à cette association, pour 60 $. En février 2007, McKeith accepta de cesser d'utiliser le titre de « docteur » dans ses publicités, à la suite d'une plainte déposée auprès de l'organe de régulation de la publicité au Royaume-Uni (Advertising Standards Authority) par un lecteur de la chronique Bad Science.
En 2008, l'entrepreneur Matthias Rath, promoteur de cures de vitamines contre le Sida, a poursuivi Goldacre et The Guardian en justice pour trois articles critiques,,, dans lesquels Goldacre attaquait les campagnes de publicité mensongère lancées par Rath en Afrique du Sud (particulièrement touchée par l'épidémie de Sida). Rath a abandonné l'action en justice en septembre 2008 et reçu l'ordre de payer les frais initiaux de 220 000 £ au Guardian. Le journal veut être remboursé de la totalité des frais, soit 500 000 £, et Goldacre a exprimé son intention d'écrire un livre sur Rath et l'Afrique du Sud, car un chapitre de son livre sur le sujet a dû être retiré pendant les procédures judiciaires. Le chapitre en question a été réinséré dans le livre lors d'éditions ultérieures, et a été également publié en ligne.
Pendant son temps libre, Goldacre donne souvent divers discours ou conférences sur la « mauvaise science », il se décrit lui-même comme un « évangéliste nerd ».

## Livres
Le livre de Ben Goldacre, Bad Science (en), a été publié aux éditions Eos par Fourth Estate en septembre 2008. Le livre contient des versions revues et détaillées d'un bon nombre de ses chroniques au Guardian. Il a reçu un accueil positif par le British Medical Journal et le Daily Telegraph, et il a atteint le Top 10 de la liste des bestsellers d'amazon. Lors d'une interview en 2008, Goldacre a déclaré que « l'un des thèmes centraux de mon livre [Bad Science] est qu'il n'y a pas de réelles différences entre les 600 milliards de dollars de l'industrie pharmaceutique et les 50 milliards de dollars réalisés par l'industrie des comprimés de suppléments alimentaires ».
Goldacre a également contribué au  Guide de Noël pour athées, un livre caritatif regroupant des essais et anecdotes par 42 athées célèbres, sur le thème du "pouvoir des idées". Il a également écrit la préface de la ré-édition de Testing Treatments: Better Research for Better Healthcare (Essayer les traitements : une meilleure recherche pour un meilleur système de soin), par Imogen Evans, Hazel Thornton, Iain Chalmers et Paul Glasziou, publié par Pinter & Martin en mars 2010. Plusieurs de ces articles ont été publiés dans le British Medical Journal au sujet du vaccin contre la rougeole, la rubéole et les oreillons, du journalisme scientifique,, et de sujets apparentés,.
Il est en train d'écrire un livre sur "le mauvais usage des preuves par l'industrie pharmaceutique", qui devrait être publié en 2012.